# Volta a Suïssa 2012
La Volta a Suïssa 2012 és la 76a edició de la Volta a Suïssa, una competició ciclista per etapes que es disputa per les carreteres de Suïssa. Aquesta edició es disputà entre el 9 i el 17 de juny de 2012, amb un recorregut de 1.399,6 km distribuïts en 9 etapes, amb inici a Lugano, amb una petita contrarellotge individual, i final a Sörenberg. La cursa és la dissetena prova de l'UCI World Tour 2012.
La cursa fou guanyada peL portuguès Rui Costa (Movistar Team), que prengué el lideratge en guanyar la segona etapa, amb final a Verbier, i a partir d'aquí el mantingué fins al final. En segona posició finalitzà el luxemburguès Fränk Schleck (RadioShack-Nissan), vencedor el 2010, i tercer l'estatunidenc Levi Leipheimer (Omega Pharma-Quick Step).
En les classificacions secundàries Matteo Montaguti (AG2R La Mondiale) guanyà la classificació de la muntanya, Peter Sagan (Liquigas-Cannondale) la classificació dels punts, gràcies a les quatre victòries d'etapa aconseguides, mentre l'Astana Qazaqstan Team guanyà la classificació per equips.

## Equips participants
En la Volta a Suïssa, en tant, que prova World Tour, hi participen els 18 equips ProTour. A banda, l'organització ha convidat dos equips continentals professionals, el Team Type 1-Sanofi i Team SpiderTech powered by C10.
| Núm   | Codi | Equip                   |
| ----- | ---- | ----------------------- |
| 1-8   | OPQ  | Omega Pharma-Quick Step |
| 11-18 | KAT  | Team Katusha            |
| 21-28 | LIQ  | Liquigas-Cannondale     |
| 31-38 | SKY  | Team Sky                |
| 41-48 | AST  | Astana Qazaqstan Team   |
| 51-58 | GRM  | Garmin-Barracuda        |
| 61-68 | OGE  | Team Jayco AlUla        |
| 71-78 | LAM  | Lampre-ISD              |
| 81-88 | BMC  | BMC Racing Team         |
| 91-98 | RNT  | RadioShack-Nissan       |

| Núm     | Codi | Equip                          |
| ------- | ---- | ------------------------------ |
| 101-108 | VCD  | Vacansoleil-DCM                |
| 111-118 | EUS  | Euskaltel–Euskadi              |
| 121-128 | MOV  | Movistar Team                  |
| 131-138 | RAB  | Rabobank ProTeam               |
| 141-148 | LTB  | Lotto-Belisol                  |
| 151-158 | ALM  | AG2R La Mondiale               |
| 161-168 | FDJ  | FDJ-BigMat                     |
| 171-178 | SAX  | Team Saxo Bank                 |
| 181-188 | TT1  | Team Type 1-Sanofi             |
| 191-198 | SPI  | Team SpiderTech powered by C10 |

## Etapes
| Etapa    | Data       | Recorregut                    | Km   | Vencedor d'etapa                 | Líder de la general              |
| -------- | ---------- | ----------------------------- | ---- | -------------------------------- | -------------------------------- |
| 1a etapa | 9 de juny  | Lugano - Lugano               | 7,3  | Peter Sagan (SVK)                | Peter Sagan (SVK)                |
| 2a etapa | 10 de juny | Verbania (ITA) - Verbier      | 218  | Rui Alberto Faria da Costa (POR) | Rui Alberto Faria da Costa (POR) |
| 3a etapa | 11 de juny | Martigny - Aarberg            | 195  | Peter Sagan (SVK)                | Rui Alberto Faria da Costa (POR) |
| 4a etapa | 12 de juny | Aarberg - Trimbach - Olten    | 189  | Peter Sagan (SVK)                | Rui Alberto Faria da Costa (POR) |
| 5a etapa | 13 de juny | Olten - Trimbach - Gansingen  | 193  | Vladímir Issàitxev (RUS)         | Rui Alberto Faria da Costa (POR) |
| 6a etapa | 14 de juny | Wittnau - Bischofszell        | 199  | Peter Sagan (SVK)                | Rui Alberto Faria da Costa (POR) |
| 7a etapa | 15 de juny | Gossau - Gossau               | 34,3 | Fredrik Kessiakoff (SWE)         | Rui Alberto Faria da Costa (POR) |
| 8a etapa | 16 de juny | Bischofszell - Arosa          | 148  | Michael Albasini (SUI)           | Rui Alberto Faria da Costa (POR) |
| 9a etapa | 17 de juny | Näfels-Lintharena - Sörenberg | 216  | Tanel Kangert (EST)              | Rui Alberto Faria da Costa (POR) |

### 1a etapa
9 de juny de 2012. Lugano - Lugano, 7,3 km (CRI)
Per tercer any consecutiu la cursa comença amb una curta contrarellotge individual pels voltants de Lugano. Tot i no comptar amb cap cota puntuable sí que hi ha un important desnivell a superar en la part central d'aquesta, ja que se surt de 275 msnm i als 3,2 km s'arriba a 411 metres. L'arribada es troba al mateix nivell que la sortida.
El primer a acostar-se a la barrera dels deu minuts fou Thomas Lövkvist (Team Sky), amb un temps de 10' 05", però no serà fins a l'arribada de Martin Elmiger (AG2R La Mondiale) quan es baixi d'aquest temps, amb 9' 54". El temps d'Elmiger fou superat poc després per Moreno Moser (Liquigas-Cannondale) en 4 segons. Durant prop de 2 hores es mantingué aquest temps, fins que Fabian Cancellara (RadioShack-Nissan) el millorà en 9 segons. Amb tot el vencedor final fou Peter Sagan (Liquigas-Cannondale) amb quatre segons menys que Cancellara.
| Resultats i classificació general \| \| Ciclista \| Equip \| Temps \| \| -- \| ------------------------ \| ----------------------- \| ------ \| \| 1 \| Peter Sagan (SVK) \| Liquigas \| 9' 43" \| \| 2 \| Fabian Cancellara (SUI) \| RadioShack-Nissan \| + 4" \| \| 3 \| Moreno Moser (ITA) \| Liquigas-Cannondale \| + 7" \| \| 4 \| Martin Elmiger (SUI) \| AG2R La Mondiale \| + 11" \| \| 5 \| Fredrik Kessiakoff (SWE) \| Astana Qazaqstan Team \| + 15" \| \| 6 \| Michael Albasini (SUI) \| Team Jayco AlUla \| + 17" \| \| 7 \| Dario Cataldo (ITA) \| Omega Pharma-Quick Step \| + 18" \| \| 8 \| Roman Kreuziger (CZE) \| Astana Qazaqstan Team \| + 19" \| \| 9 \| Tom-Jelte Slagter (NED) \| Rabobank ProTeam \| + 20" \| \| 10 \| Jakob Fuglsang (DEN) \| RadioShack-Nissan \| + 22" \| |                          |                         |        |
| | Ciclista                 | Equip                   | Temps  |
| 1 | Peter Sagan (SVK)        | Liquigas                | 9' 43" |
| 2 | Fabian Cancellara (SUI)  | RadioShack-Nissan       | + 4"   |
| 3 | Moreno Moser (ITA)       | Liquigas-Cannondale     | + 7"   |
| 4 | Martin Elmiger (SUI)     | AG2R La Mondiale        | + 11"  |
| 5 | Fredrik Kessiakoff (SWE) | Astana Qazaqstan Team   | + 15"  |
| 6 | Michael Albasini (SUI)   | Team Jayco AlUla        | + 17"  |
| 7 | Dario Cataldo (ITA)      | Omega Pharma-Quick Step | + 18"  |
| 8 | Roman Kreuziger (CZE)    | Astana Qazaqstan Team   | + 19"  |
| 9 | Tom-Jelte Slagter (NED)  | Rabobank ProTeam        | + 20"  |
| 10 | Jakob Fuglsang (DEN)     | RadioShack-Nissan       | + 22"  |

### 2a etapa
10 de juny de 2012. Verbania (ITA) - Verbier, 218 km
Etapa més llarga de la present edició, amb sortida a la ciutat italiana de Verbania, a la riba del Llac Maggiore. L'etapa consta amb dues dificultats muntanyoses, ambdues de categoria especial, el Simplonpass (km 87,5, 2.005 msnm) i l'arribada a Verbier, amb 8,8 quilòmetres al 7,5%, tot i que el pas puntuable el situen 2 km de l'arribada.
L'escapada del dia la formen Alessandro Bazzana (Team Type 1-Sanofi) i Ryan Anderson (SpiderTech C10), que ràpidament aconsegueixen més de 10 minuts sobre el grup principal. Durant l'ascensió al Simplonpass la diferència es veié reduïda a poc més de 4 minuts, però tornà a augmentar durant el descens. Finalment foren neutralitzats poc abans de l'esprint de Martigny per un gran grup encapçalat pel BMC Racing Team i el Liquigas-Cannondale. Sagan puntuà en primera posició, així com per l'esprint de Sembrancher, pocs quilòmetres després. En la pujada final va fer acte de presència la pluja. Laurens ten Dam (Rabobank ProTeam) fou el primer a moure's en aquesta pujada, però Frank Schleck (RadioShack-Nissan) respongué tot seguit, aconseguint un avantatge de 34" a manca de 4 km. Poc després atacà John Gadret (AG2R La Mondiale), però fou agafat ràpidament per Tom Danielson (Garmin-Barracuda). Rui Costa (Movistar Team) va reaccionar per darrere i superà tots els rivals per aconseguir la victòria d'etapa amb 4" per davant de Schleck i 12 sobre Mikel Nieve (Euskaltel–Euskadi). La victòria serví a Costa per a obtenir el liderat.
|    | Ciclista                   | Equip                 | Temps      |
| -- | -------------------------- | --------------------- | ---------- |
| 1  | Rui Costa (POR)            | Movistar Team         | 6h 21' 13" |
| 2  | Fränk Schleck (LUX)        | RadioShack-Nissan     | + 4"       |
| 3  | Mikel Nieve (ESP)          | Euskaltel–Euskadi     | + 12"      |
| 4  | Giampaolo Caruso (ITA)     | Team Katusha          | + 13"      |
| 5  | Thibaut Pinot (FRA)        | FDJ-BigMat            | + 13"      |
| 6  | Nicolas Roche (IRL)        | AG2R La Mondiale      | + 16"      |
| 7  | Chris Anker Sørensen (DEN) | Team Saxo Bank        | + 16"      |
| 8  | John Gadret (FRA)          | AG2R La Mondiale      | + 16"      |
| 9  | Alejandro Valverde (ESP)   | Movistar Team         | + 18"      |
| 10 | Roman Kreuziger (CZE)      | Astana Qazaqstan Team | + 22"      |

|    | Ciclista                 | Equip                 | Temps      |
| -- | ------------------------ | --------------------- | ---------- |
| 1  | Rui Costa (POR)          | Movistar Team         | 6h 31' 22" |
| 2  | Fränk Schleck (LUX)      | RadioShack-Nissan     | + 8"       |
| 3  | Roman Kreuziger (CZE)    | Astana Qazaqstan Team | + 15"      |
| 4  | Thibaut Pinot (FRA)      | FDJ-BigMat            | + 19"      |
| 5  | Nicolas Roche (IRL)      | AG2R La Mondiale      | + 21"      |
| 6  | Thomas Lövkvist (SWE)    | Team Sky              | + 21"      |
| 7  | Alejandro Valverde (ESP) | Movistar Team         | + 23"      |
| 8  | John Gadret (FRA)        | AG2R La Mondiale      | + 24"      |
| 9  | Mikel Nieve (ESP)        | Euskaltel–Euskadi     | + 26"      |
| 10 | Tom Danielson (EUA)      | Garmin-Barracuda      | + 29"      |

### 3a etapa
11 de juny de 2012. Martigny - Aarberg, 195 km
Durant bona part de l'etapa els ciclistes hauran d'afrontar nombroses pujades no puntuables pel gran premi de la muntanya. Sols en el tram final, en un circuit pels voltants d'Aarberg hi ha dues cotes puntuables, una de tercera i una de quarta categoria, aquesta darrera a sols 10 km per a l'arribada.
Tres ciclistes van formar una escapada només començar l'etapa: Guillaume Bonnafond (AG2R La Mondiale), Michael Mørkøv (Team Saxo Bank) i Jonas Vangenechten (Lotto-Belisol) amb Bonnafond com a millor classificat a prop de 9' del líder. Els escapats ràpidament assoliren set minuts, però la màxima diferència arribà fins als 11 minuts a mitjan etapa. Amb Bonnafond com a líder virtual de la cursa, el Movistar Team i el Team Jayco AlUla van augmentar el ritme per reduir les diferències. A manca de 40 km els escapats encara disposaven de prop de vuit minuts. Vangenechten es despenjà al pas pel primer port, mentre Morkov i Bonnafond aconseguien resistir fins a tan sols 500 metres per l'arribada. L'esprint fou guanyat per Peter Sagan (Liquigas-Cannondale), en el que era la seva desena victòria de la temporada. Costa conservà el liderat, en arribar a 3" del vencedor.
|    | Ciclista                | Equip                 | Temps      |
| -- | ----------------------- | --------------------- | ---------- |
| 1  | Peter Sagan (SVK)       | Liquigas-Cannondale   | 4h 35' 32" |
| 2  | Baden Cooke (AUS)       | Team Jayco AlUla      | m. t.      |
| 3  | Ben Swift (GBR)         | Team Sky              | m. t.      |
| 4  | Jacopo Guarnieri (ITA)  | Astana Qazaqstan Team | + 3"       |
| 5  | Allan Davis (AUS)       | Team Jayco AlUla      | + 3"       |
| 6  | Iauhèn Hutaròvitx (BLR) | FDJ-BigMat            | + 3"       |
| 7  | Lloyd Mondory (FRA)     | AG2R La Mondiale      | + 3"       |
| 8  | Tyler Farrar (EUA)      | Garmin-Barracuda      | + 3"       |
| 9  | Daniele Colli (ITA)     | Team Type 1-Sanofi    | + 3"       |
| 10 | Marcus Burghardt (GER)  | BMC Racing Team       | + 3"       |

|    | Ciclista                 | Equip                 | Temps       |
| -- | ------------------------ | --------------------- | ----------- |
| 1  | Rui Costa (POR)          | Movistar Team         | 11h 06' 57" |
| 2  | Fränk Schleck (LUX)      | RadioShack-Nissan     | + 8"        |
| 3  | Roman Kreuziger (CZE)    | Astana Qazaqstan Team | + 15"       |
| 4  | Thibaut Pinot (FRA)      | FDJ-BigMat            | + 19"       |
| 5  | Nicolas Roche (IRL)      | AG2R La Mondiale      | + 21"       |
| 6  | Thomas Lövkvist (SWE)    | Team Sky              | + 21"       |
| 7  | Alejandro Valverde (ESP) | Movistar Team         | + 23"       |
| 8  | John Gadret (FRA)        | AG2R La Mondiale      | + 24"       |
| 9  | Mikel Nieve (ESP)        | Euskaltel–Euskadi     | + 26"       |
| 10 | Tom Danielson (EUA)      | Garmin-Barracuda      | + 29"       |

### 4a etapa
12 de juny de 2012. Aarberg - Trimbach - Olten, 189 km
Etapa de mitja muntanya, amb un començament ascendent però sense cap port puntuable i un port de primera categoria al km 81,5. Un llarg descens condueix els ciclistes a un tram d'etapa força pla, per haver d'afrontar en els darrers quilòmetres un circuit pels voltants de Trimbach i Olten en què s'havien de superar dues dificultats muntanyoses més, una de tercera (km 153,7) i una de segona (km 171), a tan sols 18 km per a l'arribada.
Dos grups de nou ciclistes van tractar d'escapar-se en el tram previ al Scheltenpass, però sols el segon d'ells aconseguí un temps significatiu. Entre els escapats el millor classificat era Dario Cataldo (Omega Pharma-Quick Step), 21è a la general a 1' 15" de Rui Costa (Movistar Team). La màxima diferència fou de tres minuts en el darrer tram d'ascensió, però a partir d'aquest punt aquesta s'anà reduint. En entrar al circuit era inferior als dos minuts. Martin Kohler (BMC Racing Team) fou el primer a atacar entre els escapats en l'ascensió al port de tercera. Pocs quilòmetres després els escapats es tornaven a unir, tot i que finalment foren capturats per un gran grup liderat pel Liquigas-Cannondale. A l'esprint Peter Sagan tornà a ser el més ràpid, aconseguint la tercera victòria en la present edició, sense que es produís cap canvi en la general.
|    | Ciclista                 | Equip                 | Temps      |
| -- | ------------------------ | --------------------- | ---------- |
| 1  | Peter Sagan (SVK)        | Liquigas-Cannondale   | 4h 36' 55" |
| 2  | José Joaquín Rojas (ESP) | Movistar Team         | m. t.      |
| 3  | Michael Albasini (SUI)   | Team Jayco AlUla      | m. t.      |
| 4  | Heinrich Haussler (AUS)  | Garmin-Barracuda      | m. t.      |
| 5  | Francesco Gavazzi (ITA)  | Astana Qazaqstan Team | m. t.      |
| 6  | Vladímir Gússev (RUS)    | Team Katusha          | m. t.      |
| 7  | Matteo Montaguti (ITA)   | AG2R La Mondiale      | m. t.      |
| 8  | Wout Poels (NED)         | Vacansoleil-DCM       | m. t.      |
| 9  | Óscar Freire (ESP)       | Team Katusha          | m. t.      |
| 10 | Mathias Frank (SUI)      | BMC Racing Team       | m. t.      |

|    | Ciclista                 | Equip                 | Temps       |
| -- | ------------------------ | --------------------- | ----------- |
| 1  | Rui Costa (POR)          | Movistar Team         | 15h 43' 52" |
| 2  | Fränk Schleck (LUX)      | RadioShack-Nissan     | + 8"        |
| 3  | Roman Kreuziger (CZE)    | Astana Qazaqstan Team | + 15"       |
| 4  | Thibaut Pinot (FRA)      | FDJ-BigMat            | + 19"       |
| 5  | Nicolas Roche (IRL)      | AG2R La Mondiale      | + 21"       |
| 6  | Thomas Lövkvist (SWE)    | Team Sky              | + 21"       |
| 7  | Alejandro Valverde (ESP) | Movistar Team         | + 23"       |
| 8  | John Gadret (FRA)        | AG2R La Mondiale      | + 24"       |
| 9  | Mikel Nieve (ESP)        | Euskaltel–Euskadi     | + 26"       |
| 10 | Tom Danielson (EUA)      | Garmin-Barracuda      | + 29"       |

### 5a etapa
13 de juny de 2012. Olten - Trimbach - Gansingen, 193 km
Etapa de mitja muntanya, amb un terreny molt irregular i fins a sis cotes de tercera categoria puntuables, dues d'elles pujades dues vegades. La darrera de les cotes es troba a 15 km per a l'arribada. Els darrers 4 km tenen una tendència ascendent.
L'etapa es veu marcada per la forta pluja que cau durant la seva disputa, cosa que no impedeix la recerca d'una escapada des de bon començament. Un primer intent al km 10 és neutralitzat poc després, però finalment es forma una escapada amb Daniel Oss (Liquigas-Cannondale), Karsten Kroon (Team Saxo Bank), Vladímir Issàitxev (Team Katusha), Rubén Pérez Moreno (Euskaltel–Euskadi), Salvatore Puccio (Team Sky), Klaas Lodewyck (BMC Racing Team) i Sébastien Minard (AG2R La Mondiale) que ràpidament aconseguiren una diferència important. Durant bona part de l'etapa aquesta es mantingué entre els vuit i deu minuts. Lodewyck va ser el primer a atacar entre els escapats, però fou neutralitzat per Issàitxev. En el segon ascens al Kaistenberg, Lodewyck es despenjà. Diversos atacs entre els sis escapats es van anar succeint, però finalment es disputaren la victòria a l'esprint, sent el vencedor Issàitxev, que d'aquesta manera aconseguia la seva primera victòria com a professional. Entre els favorits a la victòria final no hi hagué cap canvi.
|    | Ciclista                 | Equip               | Temps      |
| -- | ------------------------ | ------------------- | ---------- |
| 1  | Vladímir Issàitxev (RUS) | Team Katusha        | 4h 58' 28" |
| 2  | Rubén Pérez Moreno (ESP) | Euskaltel–Euskadi   | m. t.      |
| 3  | Salvatore Puccio (ITA)   | Team Sky            | m. t.      |
| 4  | Karsten Kroon (NED)      | Team Saxo Bank      | m. t.      |
| 5  | Sébastien Minard (FRA)   | AG2R La Mondiale    | m. t.      |
| 6  | Daniel Oss (ITA)         | Liquigas-Cannondale | + 5"       |
| 7  | Klaas Lodewyck (BEL)     | BMC Racing Team     | + 1' 50"   |
| 8  | Elia Viviani (ITA)       | Liquigas-Cannondale | + 11' 07"  |
| 9  | Kris Boeckmans (BEL)     | Vacansoleil-DCM     | + 11' 07"  |
| 10 | Alessandro Bazzana (ITA) | Team Type 1-Sanofi  | + 11' 07"  |

|    | Ciclista                 | Equip                 | Temps       |
| -- | ------------------------ | --------------------- | ----------- |
| 1  | Rui Costa (POR)          | Movistar Team         | 20h 53' 27" |
| 2  | Fränk Schleck (LUX)      | RadioShack-Nissan     | + 8"        |
| 3  | Roman Kreuziger (CZE)    | Astana Qazaqstan Team | + 15"       |
| 4  | Thibaut Pinot (FRA)      | FDJ-BigMat            | + 19"       |
| 5  | Nicolas Roche (IRL)      | AG2R La Mondiale      | + 21"       |
| 6  | Thomas Lövkvist (SWE)    | Team Sky              | + 21"       |
| 7  | Alejandro Valverde (ESP) | Movistar Team         | + 23"       |
| 8  | John Gadret (FRA)        | AG2R La Mondiale      | + 24"       |
| 9  | Mikel Nieve (ESP)        | Euskaltel–Euskadi     | + 26"       |
| 10 | Tom Danielson (EUA)      | Garmin-Barracuda      | + 29"       |

### 6a etapa
14 de juny de 2012. Wittnau - Bischofszell, 199 km
Etapa de transició i última oportunitat pels esprintadors abans d'afrontar el tríptic final de la present edició. Tres cotes de tercera i dues de quarta són els que hauran de superan els ciclistes, estan la darrera d'elles a tan sols 6 km per a l'arribada.
Al km 30 es va formar una escapada integrada per Matteo Montaguti (AG2R La Mondiale), Troels Vinther (Team Saxo Bank), Baden Cooke (Team Jayco AlUla), Vicenç Reynés Mimó (Lotto-Belisol) i Rubens Bertogliati (Team Type 1-Sanofi). Amb Bertogliati a sols 1' 45" de Rui Costa el gran grup els controla en tot moment i sols quan Bertogliati es despenja la diferència augmenta. A poc a poc es redueix la diferència fins a ser neutralitzats en els darrers quilòmetres. A l'esprint el més ràpid és Peter Sagan (Liquigas-Cannondale), que d'aquesta manera aconsegueix la seva quarta victòria en la present edició. Res canvia en la classificació general.
|    | Ciclista                 | Equip                 | Temps      |
| -- | ------------------------ | --------------------- | ---------- |
| 1  | Peter Sagan (SVK)        | Liquigas-Cannondale   | 4h 30' 08" |
| 2  | Ben Swift (GBR)          | Team Sky              | m. t.      |
| 3  | Allan Davis (AUS)        | Team Jayco AlUla      | m. t.      |
| 4  | Michael Albasini (SUI)   | Team Jayco AlUla      | m. t.      |
| 5  | Óscar Freire (ESP)       | Team Katusha          | m. t.      |
| 6  | Lloyd Mondory (FRA)      | AG2R La Mondiale      | m. t.      |
| 7  | Marco Marcato (ITA)      | Vacansoleil-DCM       | m. t.      |
| 8  | Alessandro Bazzana (ITA) | Team Type 1-Sanofi    | m. t.      |
| 9  | Matti Breschel (DEN)     | Rabobank ProTeam      | m. t.      |
| 10 | Francesco Gavazzi (ITA)  | Astana Qazaqstan Team | m. t.      |

|    | Ciclista                 | Equip                 | Temps       |
| -- | ------------------------ | --------------------- | ----------- |
| 1  | Rui Costa (POR)          | Movistar Team         | 25h 23' 38" |
| 2  | Fränk Schleck (LUX)      | RadioShack-Nissan     | + 8"        |
| 3  | Roman Kreuziger (CZE)    | Astana Qazaqstan Team | + 15"       |
| 4  | Thibaut Pinot (FRA)      | FDJ-BigMat            | + 19"       |
| 5  | Nicolas Roche (IRL)      | AG2R La Mondiale      | + 21"       |
| 6  | Thomas Lövkvist (SWE)    | Team Sky              | + 21"       |
| 7  | Alejandro Valverde (ESP) | Movistar Team         | + 23"       |
| 8  | John Gadret (FRA)        | AG2R La Mondiale      | + 24"       |
| 9  | Mikel Nieve (ESP)        | Euskaltel–Euskadi     | + 26"       |
| 10 | Tom Danielson (EUA)      | Garmin-Barracuda      | + 29"       |

### 7a etapa
15 de juny de 2012. Gossau - Gossau, 34,3 km (CRI)
Contrarellotge individual pels voltants de la vila de Gossau, amb diversos turons als quals han de pujar els ciclistes, tot i que cap d'ells és puntuable pel gran premi de la muntanya. El més destacat és l'ascens al Pfannenstiel, situat al km 11 i a 727 msnm, abans de tornar a la ciutat d'inici.
El primer a baixar dels 50' fou el rus Nikita Novikov (Vacansoleil-DCM), però ben aviat el superà per quasi 3' Fabian Cancellara (RadioShack-Nissan), el gran favorit a la victòria final. Amb tot, un sorprenent Fredrik Kessiakoff (Astana Qazaqstan Team) el superà per tan sols dos segons, aconseguint d'aquesta manera la seva primera victòria des de la Volta a Àustria del 2011. El díder, Rui Costa (Movistar Team), va ampliar les diferències respecte a tots els seus rivals principals i situant-se 50" per davant del seu immediat perseguidor, Roman Kreuziger (Astana Qazaqstan Team).
|    | Ciclista                 | Equip                   | Temps   |
| -- | ------------------------ | ----------------------- | ------- |
| 1  | Fredrik Kessiakoff (SWE) | Astana Qazaqstan Team   | 46' 36" |
| 2  | Fabian Cancellara (SUI)  | RadioShack-Nissan       | + 2"    |
| 3  | Maxime Monfort (BEL)     | RadioShack-Nissan       | + 20"   |
| 4  | Jérémy Roy (FRA)         | FDJ-BigMat              | + 25"   |
| 5  | Robert Gesink (NED)      | Rabobank ProTeam        | + 27"   |
| 6  | Tanel Kangert (EST)      | Astana Qazaqstan Team   | + 34"   |
| 7  | Andreas Klöden (GER)     | RadioShack-Nissan       | + 38"   |
| 8  | Rui Costa (POR)          | Movistar Team           | + 41"   |
| 9  | Peter Velits (SVK)       | Omega Pharma-Quick Step | + 43"   |
| 10 | Brent Bookwalter (EUA)   | BMC Racing Team         | + 51"   |

|    | Ciclista                 | Equip                   | Temps       |
| -- | ------------------------ | ----------------------- | ----------- |
| 1  | Rui Costa (POR)          | Movistar Team           | 26h 10' 55" |
| 2  | Roman Kreuziger (CZE)    | Astana Qazaqstan Team   | + 50"       |
| 3  | Robert Gesink (NED)      | Rabobank ProTeam        | + 55"       |
| 4  | Alejandro Valverde (ESP) | Movistar Team           | + 1' 04"    |
| 5  | Fränk Schleck (LUX)      | RadioShack-Nissan       | + 1' 04"    |
| 6  | Tom Danielson (EUA)      | Garmin-Barracuda        | + 1' 12"    |
| 7  | Levi Leipheimer (EUA)    | Omega Pharma-Quick Step | + 1' 15"    |
| 8  | Vladímir Gússev (RUS)    | Team Katusha            | + 1' 17"    |
| 9  | Thomas Lövkvist (SWE)    | Team Sky                | + 1' 22"    |
| 10 | Steven Kruijswijk (NED)  | Rabobank ProTeam        | + 1' 27"    |

### 8a etapa
16 de juny de 2012. Bischofszell - Arosa, 148 km
Etapa amb un recorregut ondulat en els primers 40 km, amb un terreny situat entre els 600 m i els 1.000 msnm. A partir d'Altstätten, i durant 70 km el terreny és gairebé pla, fins a l'esprint de Chur, on comencen els darrers 30 km d'ascensió cap a Castiel (2a categoria) i posteriorment Arosa, de categoria especial, on es troba l'arribada.
Quatre ciclistes, Peter Velits (Omega Pharma-Quick Step), Michael Albasini (Team Jayco AlUla), Thomas Dekker (Garmin-Barracuda) i Rémi Cusin (Team Type 1-Sanofi), s'escapen al km 15 km d'etapa, aconseguint fins a set minuts a mitjan etapa. Pel darrere el Rabobank ProTeam i el RadioShack-Nissan acceleren el ritme amb la intenció de desgastar el líder. Això fa que en l'ascensió al port de segona Rui Costa tingui problemes per seguir el grup dels favorits, però finalment ho aconsegueix. Mentrestant Albasini i Velits havien deixat enrere els seus companys d'escapada, i posteriorment és Albasini el que marxa en solitari cap a meta quan falten 18 km. A manca de 10 km la diferència l'Albasini era de tres minuts respecte al grup del líder. Com en l'antirior port Costa té problemes per seguir el ritme imposat pel Rabobank ProTeam i el RadioShack-Nissan, fins que un atac de Frank Schleck fa que es despengi. A Schleck se li uneix Mikel Nieve (Euskaltel–Euskadi) i Levi Leipheimer (Omega Pharma-Quick Step) que marxen a la caça d'Albasini, però finalment és Albasini el guanyador d'etapa. El trio perseguidor arriba a 1' 15", mentre que Costa, amb l'ajuda d'Alejandro Valverde, ho fa 50" més tard, mantenint el liderat per tan sols 14" respecte Schleck.
|    | Ciclista                | Equip                   | Temps      |
| -- | ----------------------- | ----------------------- | ---------- |
| 1  | Michael Albasini (SUI)  | Team Jayco AlUla        | 3h 45' 39" |
| 2  | Mikel Nieve (ESP)       | Euskaltel–Euskadi       | + 1' 15"   |
| 3  | Levi Leipheimer (EUA)   | Omega Pharma-Quick Step | + 1' 15"   |
| 4  | Fränk Schleck (LUX)     | RadioShack-Nissan       | + 1' 15"   |
| 5  | Robert Gesink (NED)     | Rabobank ProTeam        | + 1' 36"   |
| 6  | Thibaut Pinot (FRA)     | FDJ-BigMat              | + 1' 36"   |
| 7  | Tom Danielson (EUA)     | Garmin-Barracuda        | + 1' 36"   |
| 8  | Steven Kruijswijk (NED) | Rabobank ProTeam        | + 1' 39"   |
| 9  | Roman Kreuziger (CZE)   | Astana Qazaqstan Team   | + 1' 57"   |
| 10 | Jakob Fuglsang (DEN)    | RadioShack-Nissan       | + 1' 57"   |

|    | Ciclista                 | Equip                   | Temps       |
| -- | ------------------------ | ----------------------- | ----------- |
| 1  | Rui Costa (POR)          | Movistar Team           | 29h 58' 39" |
| 2  | Fränk Schleck (LUX)      | RadioShack-Nissan       | + 14"       |
| 3  | Levi Leipheimer (EUA)    | Omega Pharma-Quick Step | + 21"       |
| 4  | Robert Gesink (NED)      | Rabobank ProTeam        | + 25"       |
| 5  | Mikel Nieve (ESP)        | Euskaltel–Euskadi       | + 40"       |
| 6  | Roman Kreuziger (CZE)    | Astana Qazaqstan Team   | + 42"       |
| 7  | Tom Danielson (EUA)      | Garmin-Barracuda        | + 43"       |
| 8  | Steven Kruijswijk (NED)  | Rabobank ProTeam        | + 1' 01"    |
| 9  | Alejandro Valverde (ESP) | Movistar Team           | + 1' 04"    |
| 10 | Thibaut Pinot (FRA)      | FDJ-BigMat              | + 1' 13"    |

### 9a etapa
17 de juny de 2012. Näfels-Lintharena - Sörenberg, 216 km
Etapa reina de la present edició, amb un inici amb diverses pujades no puntuables durant els primers 100 km d'etapa. A partir d'aquell moment els ciclistes aniran superant, un rere l'altre, quatre ports puntuables. Al km 104 el primer port de segona categoria, per enllaçar amb el Glaubenbielen, de categoria especial (km 137), el Glaubenberg, novament de categoria especial (km 176) i l'ascensió final al Südelhöhe, a sols 3,3 km de l'arribada, a Sörenberg.
Nombrosos intents d'escapada es produeixen des de l'inici de l'etapa, però no serà fin el km 40 quan es formi una escapada composta per Jérémy Roy (FDJ-BigMat), Kris Boeckmans (Vacansoleil-DCM), Brent Bookwalter (BMC Racing Team), Tanel Kangert (Astana Qazaqstan Team) i Matteo Montaguti (AG2R La Mondiale). Ben aviat aconseguiren més de 12 minuts d'avantatge, però el RadioShack-Nissan accelerà el ritme, tot preparant un atac de Fränk Schleck, que finalment es produí en el tram final del Glaubenberg. Schleck obrí ràpidament una diferència que s'acostà al minut. Pel darrere s'unien la resta de favorits, amb un Alejandro Valverde estel·lar que ajudava al seu company a neutralitzar Schleck i evitar tot posterior atac en l'ascensió final. Entre els escapats Kangert, Roy i Montaguti havien deixat enrere els seus companys, per poc després ser Montaguti el que es despenjava. En la lluita per la victòria d'etapa Kangert s'imposà a l'esprint a Roy. Costa arribà a 1' 48", amb la resta de favorits, aconseguint d'aquesta el primer triomf d'un portuguès en una cursa per etapes del World Tour.
|    | Ciclista                   | Equip                 | Temps      |
| -- | -------------------------- | --------------------- | ---------- |
| 1  | Tanel Kangert (EST)        | Astana Qazaqstan Team | 5h 54' 22" |
| 2  | Jérémy Roy (FRA)           | FDJ-BigMat            | + 2"       |
| 3  | Matteo Montaguti (ITA)     | AG2R La Mondiale      | + 31"      |
| 4  | Robert Kišerlovski (CRO)   | Astana Qazaqstan Team | + 1' 46"   |
| 5  | Steven Kruijswijk (NED)    | Rabobank ProTeam      | + 1' 46"   |
| 6  | Mathias Frank (SUI)        | BMC Racing Team       | + 1' 46"   |
| 7  | Chris Anker Sørensen (DEN) | Team Saxo Bank        | + 1' 46"   |
| 8  | Fränk Schleck (LUX)        | RadioShack-Nissan     | + 1' 48"   |
| 9  | Robert Gesink (NED)        | Rabobank ProTeam      | + 1' 48"   |
| 10 | Rui Costa (POR)            | Movistar Team         | + 1' 48"   |

|    | Ciclista                 | Equip                   | Temps       |
| -- | ------------------------ | ----------------------- | ----------- |
| 1  | Rui Costa (POR)          | Movistar Team           | 35h 54' 49" |
| 2  | Fränk Schleck (LUX)      | RadioShack-Nissan       | + 14"       |
| 3  | Levi Leipheimer (EUA)    | Omega Pharma-Quick Step | + 21"       |
| 4  | Robert Gesink (NED)      | Rabobank ProTeam        | + 25"       |
| 5  | Mikel Nieve (ESP)        | Euskaltel–Euskadi       | + 40"       |
| 6  | Roman Kreuziger (CZE)    | Astana Qazaqstan Team   | + 47"       |
| 7  | Tom Danielson (EUA)      | Garmin-Barracuda        | + 48"       |
| 8  | Steven Kruijswijk (NED)  | Rabobank ProTeam        | + 59"       |
| 9  | Alejandro Valverde (ESP) | Movistar Team           | + 1' 42"    |
| 10 | Nicolas Roche (IRL)      | AG2R La Mondiale        | + 1' 52"    |

## Classificacions finals

### Classificació general
|    | Ciclista                 | Equip                   | Temps       |
| -- | ------------------------ | ----------------------- | ----------- |
| 1  | Rui Costa (POR)          | Movistar Team           | 35h 54' 49" |
| 2  | Fränk Schleck (LUX)      | RadioShack-Nissan       | + 14"       |
| 3  | Levi Leipheimer (EUA)    | Omega Pharma-Quick Step | + 21"       |
| 4  | Robert Gesink (NED)      | Rabobank ProTeam        | + 25"       |
| 5  | Mikel Nieve (ESP)        | Euskaltel–Euskadi       | + 40"       |
| 6  | Roman Kreuziger (CZE)    | Astana Qazaqstan Team   | + 47"       |
| 7  | Tom Danielson (EUA)      | Garmin-Barracuda        | + 48"       |
| 8  | Steven Kruijswijk (NED)  | Rabobank ProTeam        | + 59"       |
| 9  | Alejandro Valverde (ESP) | Movistar Team           | + 1' 42"    |
| 10 | Nicolas Roche (IRL)      | AG2R La Mondiale        | + 1' 52"    |

### Classificacions secundàries
|   | Ciclista                 | Equip                 | Punts |
| - | ------------------------ | --------------------- | ----- |
| 1 | Peter Sagan (SVK)        | Liquigas-Cannondale   | 102   |
| 2 | Matteo Montaguti (ITA)   | AG2R La Mondiale      | 32    |
| 3 | Tanel Kangert (EST)      | Astana Qazaqstan Team | 31    |
| 4 | Jérémy Roy (FRA)         | FDJ-BigMat            | 28    |
| 5 | José Joaquín Rojas (ESP) | Movistar Team         | 27    |

|   | Ciclista                 | Equip                 | Punts |
| - | ------------------------ | --------------------- | ----- |
| 1 | Matteo Montaguti (ITA)   | AG2R La Mondiale      | 73    |
| 2 | Tanel Kangert (EST)      | Astana Qazaqstan Team | 39    |
| 3 | Jérémy Roy (FRA)         | FDJ-BigMat            | 35    |
| 4 | Fränk Schleck (LUX)      | RadioShack-Nissan     | 30    |
| 5 | Vladímir Issàitxev (RUS) | Astana Qazaqstan Team | 21    |

| \| # \| Equip \| Temps \| \| - \| --------------------- \| ------------ \| \| 1 \| Astana Qazaqstan Team \| 107h 46' 30" \| \| 2 \| Rabobank ProTeam \| + 6' 48" \| \| 3 \| Euskaltel–Euskadi \| + 8' 33" \| \| 4 \| AG2R La Mondiale \| + 17' 42" \| \| 5 \| RadioShack-Nissan \| + 22' 47" \| |                       |              |
| # | Equip                 | Temps        |
| 1 | Astana Qazaqstan Team | 107h 46' 30" |
| 2 | Rabobank ProTeam      | + 6' 48"     |
| 3 | Euskaltel–Euskadi     | + 8' 33"     |
| 4 | AG2R La Mondiale      | + 17' 42"    |
| 5 | RadioShack-Nissan     | + 22' 47"    |

### UCI World Tour
La Volta a Suïssa atorga punts per l'UCI World Tour 2012 sols als ciclistes dels equips de categoria ProTeam.
| Posició               | 1r  | 2n | 3r | 4t | 5è | 6è | 7è | 8è | 9è | 10è |
| Classificació general | 100 | 80 | 70 | 60 | 50 | 40 | 30 | 20 | 10 | 4   |
| Per etapa             | 6   | 4  | 2  | 1  | 1  |    |    |    |    |     |

| #  | Ciclista           | Equip                   | Punts |
| -- | ------------------ | ----------------------- | ----- |
| 1  | Rui Costa          | Movistar Team           | 106   |
| 2  | Fränk Schleck      | RadioShack-Nissan       | 85    |
| 3  | Levi Leipheimer    | Omega Pharma-Quick Step | 72    |
| 4  | Robert Gesink      | Rabobank ProTeam        | 62    |
| 5  | Mikel Nieve        | Euskaltel–Euskadi       | 56    |
| 6  | Roman Kreuziger    | Astana Qazaqstan Team   | 40    |
| 7  | Thomas Danielson   | Garmin-Barracuda        | 30    |
| 8  | Peter Sagan        | Liquigas-Cannondale     | 24    |
| 9  | Steven Kruijswijk  | Rabobank ProTeam        | 21    |
| 10 | Alejandro Valverde | Movistar Team           | 10    |

| Classificació de l'11 al 36 | Classificació de l'11 al 36 | Classificació de l'11 al 36 | Classificació de l'11 al 36 |
| --------------------------- | --------------------------- | --------------------------- | --------------------------- |
| 11                          | Michael Albasini            | Team Jayco AlUla            | 9                           |
| 12                          | Fabian Cancellara           | RadioShack-Nissan           | 8                           |
| 13                          | Fredrik Kessiakoff          | Astana Qazaqstan Team       | 7                           |
| 14                          | Vladímir Issàitxev          | Team Katusha                | 6                           |
| 14                          | Ben Swift                   | Team Sky                    | 6                           |
| 14                          | Tanel Kangert               | Astana Qazaqstan Team       | 6                           |
| 17                          | Jérémy Roy                  | FDJ-BigMat                  | 5                           |
| 18                          | Baden Cooke                 | Team Jayco AlUla            | 4                           |
| 18                          | Rubén Pérez Moreno          | Euskaltel–Euskadi           | 4                           |
| 18                          | José Joaquín Rojas          | Movistar Team               | 4                           |
| 18                          | Nicolas Roche               | AG2R La Mondiale            | 4                           |
| 22                          | Allan Davis                 | Team Jayco AlUla            | 3                           |
| 23                          | Karsten Kroon               | Team Saxo Bank              | 2                           |
| 23                          | Moreno Moser                | Liquigas-Cannondale         | 2                           |
| 23                          | Maxime Monfort              | RadioShack-Nissan           | 2                           |
| 23                          | Matteo Montaguti            | AG2R La Mondiale            | 2                           |
| 27                          | Giampaolo Caruso            | Team Katusha                | 1                           |
| 27                          | Martin Elmiger              | AG2R La Mondiale            | 1                           |
| 27                          | Óscar Freire                | Team Katusha                | 1                           |
| 27                          | Francesco Gavazzi           | Astana Qazaqstan Team       | 1                           |
| 27                          | Jacopo Guarnieri            | Astana Qazaqstan Team       | 1                           |
| 27                          | Heinrich Haussler           | Garmin-Barracuda            | 1                           |
| 27                          | Sébastien Minard            | AG2R La Mondiale            | 1                           |
| 27                          | Thibaut Pinot               | FDJ-BigMat                  | 1                           |
| 27                          | Salvatore Puccio            | Team Sky                    | 1                           |
| 27                          | Robert Kiserlovski          | Astana Qazaqstan Team       | 1                           |

## Evolució de les classificacions
| Etapa | Vencedor           | Classificació general | Classificació de la muntanya | Classificació per punts | Classificació per equips |
| ----- | ------------------ | --------------------- | ---------------------------- | ----------------------- | ------------------------ |
| 1     | Peter Sagan        | Peter Sagan           | no entregat                  | Peter Sagan             | Liquigas-Cannondale      |
| 2     | Rui Costa          | Rui Costa             | Fränk Schleck                | Peter Sagan             | Astana Qazaqstan Team    |
| 3     | Peter Sagan        | Rui Costa             | Fränk Schleck                | Peter Sagan             | RadioShack-Nissan        |
| 4     | Peter Sagan        | Rui Costa             | Fränk Schleck                | Peter Sagan             | Astana Qazaqstan Team    |
| 5     | Vladímir Issàitxev | Rui Costa             | Vladímir Issàitxev           | Peter Sagan             | Euskaltel–Euskadi        |
| 6     | Peter Sagan        | Rui Costa             | Vladímir Issàitxev           | Peter Sagan             | Euskaltel–Euskadi        |
| 7     | Fredrik Kessiakoff | Rui Costa             | Vladímir Issàitxev           | Peter Sagan             | Euskaltel–Euskadi        |
| 8     | Michael Albasini   | Rui Costa             | Michael Albasini             | Peter Sagan             | Euskaltel–Euskadi        |
| 9     | Tanel Kangert      | Rui Costa             | Matteo Montaguti             | Peter Sagan             | Astana Qazaqstan Team    |
| Final | Final              | Rui Costa             | Matteo Montaguti             | Peter Sagan             | Astana Qazaqstan Team    |